# Stesa
La stesa o pizza fritta è un alimento antico, risalente all'Ottocento. Veniva considerata il pane dei poveri, infatti per realizzarla basta poco tempo e pochi ma buoni ingredienti.

## Preparazione
La stesa (o pizza fritta) è un impasto di acqua e farina ed un pizzico di sale, stesa con il matterello e fritta in una padella piena d'olio. Si serve semplice oppure farcita con salumi, formaggi o verdure.
È un prodotto tipico della Media Valle del Liri. Infatti in Ciociaria, ogni anno si svolgono diverse Sagre della stesa.